# Michail Ryžak
Michail Michajlovič Ryžak (in russo Михаил Михайлович Рыжак?; in ucraino Михайло Михайлович Рижак?, Mychajlo Mychajlovyč Ryžak; Charkiv, 10 marzo 1927 – Mosca, 25 marzo 2003) è stato un pallanuotista sovietico, vincitore di una medaglia di bronzo alle olimpiadi di Melbourne 1956.